# Жмулёв, Фёдор Иванович
Фёдор Иванович Жмулёв — советский военный, государственный и политический деятель, генерал-майор авиации.

## Биография
Родился в 1904 году в Великом Новгороде. Член КПСС с 1927 года.
С 1926 года — на военной службе, общественной и политической работе. В 1926—1956 гг. — на политической работе и командных должностях в Военно-воздушны силах Рабоче-Крестьянской Красной Армии, военный комиссар дивизии, участник советско-финской войны, участник Великой Отечественной войны, военный комиссар, заместитель командира по политчасти 219-й бомбардировочной авиационной дивизии, начальник политотдела 4-й Воздушной армии, на командных должностях в ВВС Советской Армии.
Делегат XVIII съезда ВКП(б).
Умер в Москве в 1973 году.